# Ingrid Bjoner
Ingrid Kristine Bjoner (* 8. November 1927 in Kråkstad; † 4. September 2006 in Oslo) war eine norwegische Opernsängerin. Sie war weltweit bekannt als dramatische Sopranistin, besonders in den Opern von Richard Wagner und Richard Strauss.

## Leben
Ingrid Bjoner stammte aus einer Familie mit insgesamt 9 Kindern, in der sehr viel musiziert wurde. Sie wuchs auf dem Land auf. Nach ihrem Abitur begann sie zunächst ein Pharmazie-Studium und nahm nebenher in Oslo Gesangsunterricht. 1952 besuchte sie in Schweden einen Gesangskurs von Paul Lohmann, der sie nach Deutschland holte, und bei dem sie dann in Wiesbaden auch weiterstudierte. Nachdem ihr Apotheker-Studium in Deutschland anerkannt worden war, arbeitete sie nebenbei halbtags in einer Apotheke.
Erste Engagements als Sängerin erhielt sie beim Norwegischen Rundfunk, wo sie in einer Götterdämmerung-Sendung mit Kirsten Flagstad als Brünnhilde die Partien der Gutrune und der 3. Norn sang. Ihr Bühnendebüt hatte sie 1957, unter der Direktion von Kirsten Flagstad, als Donna Anna in Don Giovanni am Opernhaus in Oslo, in einer Inszenierung des damaligen Wiener Obersspielleiters Joseph Witt, der Bjoner auch nach Wien empfahl.
Ihr erstes Festengagement trat Bjoner im Herbst 1957 am Opernhaus Wuppertal an (1957–1959). Sie debütierte dort als 2. Dame in einer Neuinszenierung von Mozarts Die Zauberflöte, sang kurz danach dort jedoch schon die Pamina. Von 1959 bis 1961 gehörte sie zum Ensemble der Deutschen Oper am Rhein. Hier sang sie u. a. die Capriccio-Gräfin, in einer Inszenierung von Rudolf Hartmann. Im April 1959 gastierte sie erstmals an der Wiener Staatsoper, als Donna Anna neben Irmgard Seefried, Anton Dermota und Otto Wiener unter der musikalischen Leitung von Karl Böhm.
Auf Vermittlung Hartmanns, der Bjoner sofort fest nach München engagieren wollte, kam sie 1959 als Figaro-Gräfin zunächst für einige Gastspiele an die Bayerische Staatsoper. 1961 erhielt sie dann ihr Festengagement an der Bayerischen Staatsoper, an der sie bis 1989 tätig war. Bjoner sang im Laufe ihrer Münchner Jahre über 40 große Rollen an der Bayerischen Staatsoper. Hier sang sie 1963 die Kaiserin in Die Frau ohne Schatten anlässlich der Eröffnung des wiederaufgebauten Münchner Nationaltheaters. 1965 übernahm sie in München die Agathe in einer Freischütz-Inszenierung. 1965 sang sie in München unter Joseph Keilberth auch ihre erste Isolde.
Als Wagner-Interpretin trat sie 1960 bei den Bayreuther Festspielen als Freia, Gutrune und Helmwige in Der Ring des Nibelungen auf. Wieland Wagner engagierte Bjoner für 1961 als Sieglinde, und später noch einmal 1967 als Brünnhilde. Bjoner lehnte diese Angebote jedoch ab, da sie aus ihrer Sicht für sie zu früh kamen. 1986 sprang sie in Bayreuth kurzfristig noch einmal als Isolde ein. Zahlreiche Gastspiele, vor allem mit Wagner-Partien, gab sie in Hamburg, Mailand und London. An der Wiener Staatsoper sang sie etwa 50 Abende und trat dort u. a. als Leonore in Fidelio, Turandot, Brünnhilde, Elektra, Ariadne und zuletzt, im Dezember 1986, als Ortrud in Lohengrin auf. Von 1962 bis 1967 trat sie an der Metropolitan Opera in New York auf (u. a. 1967 als Kaiserin).
In einer TV-Verfilmung von Richard Strauss’ Elektra sang sie die Chrysothemis unter der Leitung von Leopold Ludwig mit Gladys Kuchta in der Titelpartie und Regina Resnik als Klytämnestra. Hierbei handelte es sich um die erste Opern-TV-Produktion in Farbe. Die Erstausstrahlung fand am Buß- und Bettag des Jahres 1968 statt. 
1970 sang sie, gemeinsam mit Christa Ludwig, Placido Domingo und Kurt Moll bei einer Aufführung im Petersdom in Anwesenheit von Papst Paul VI. die Sopran-Partie in Beethovens Missa solemnis anlässlich des päpstlichen 50-jährigen Priesterjubiläums. 
In den letzten Jahren ihrer Bühnenkarriere sang Bjoner schwerpunktmäßig Isolde, Elektra, Färberin in Die Frau ohne Schatten und Kundry in Parsifal. In der Spielzeit 1985/86 debütierte sie am Staatstheater Karlsruhe als Küsterin in Jenůfa. Im Februar 1987 sang sie anlässlich ihres 30-jährigen Bühnenjubiläums die Isolde an der Oper in Oslo. Im November 1989 übernahm sie am Badischen Staatstheater Karlsruhe als Einspringerin kurzfristig noch einmal die Rolle der Isolde in der Tristan-Wiederaufnahme. In der Spielzeit 1989/90 nahm Ingrid Bjoner schließlich unspektakulär in einer Repertoirevorstellung endgültig Abschied von der Bühne.
In den 1980er Jahren führte sie in Oslo (1985) und Kopenhagen Regie bei der Oper Elektra von Richard Strauss und sang gleichzeitig die Titelrolle. Weitere Regieangebote nahm sie jedoch nicht an. Nach ihrer aktiven Karriere war sie von 1992 bis 1998 Professorin für Gesang und Bühnendarstellung an der Norwegischen Musikhochschule Oslo NMH (auch Norwegische Musikakademie) sowie auch an der Königlich Dänischen Musikakademie in Kopenhagen. 
1964 wurde sie von König Olav V. zum Ritter 1. Klasse des Sankt-Olav-Ordens ernannt. 1966 erhielt sie den Bayerischen Verdienstorden.

## Diskografie (Auswahl)
- Händel: Der Messias (Sony BMG 1990)
- Puccini: Turandot (Querschnitt in deutscher Sprache, Berlin Classics 1993)
- Strauss: Die Frau ohne Schatten (Deutsche Grammophon)
- Verdi: Aida (Querschnitt in deutscher Sprache, Berlin Classics 1993)
- Wagner: Der Ring des Nibelungen (Melodram 1998)
- Weber: Oberon (Ponto 2006)
- Weber: Oberon (Eurodisc 2008)

## Hinweis (Tondokumente)
- Das Hamburger Archiv für Gesangskunst veröffentlichte 2008 erstmals in einer CD-Edition auch Rundfunkaufnahmen von Ingrid Bjoner aus den Jahren 1961/1962.[1] Diese Aufnahmen dokumentieren vor allem Ingrid Bjoners Gesangsleistungen im jugendlich-dramatischen (Elsa, Elisabeth, Eva, Daphne) und im dramatischen (Senta, Salome) Sopranfach.